# أبراهام جونز
ابراهام جونز (بالإنجليزية: Abraham Jones)‏ (1 يناير 1875 المملكة المتحدة - 1 يناير 1942) هو لاعب كرة قدم بريطاني سابق كان يلعب كمدافع.